# حبیب اسماعیلی
حبیب اسماعیلی (زاده ۲۰ دی ۱۳۲۹) تهیه‌کننده و بازیگر سینما اهل ایران است. وی مدیر شرکت رسانه فیلمسازان مولود می‌باشد.

## فیلم‌شناسی

### بازیگر
- ۳۶۰ درجه (۱۳۹۳)
- آزادراه (۱۳۸۹)
- راننده تاکسی (۱۳۸۵)
- مجموعه تلویزیونی ولایت عشق (١٣٧٩)
- بازیگر (۱۳۷۸)
- مجموعه تلویزیونی دزدان مادربزرگ (۱۳۷۵–۱۳۷۴)
- اعاده امنیت (۱۳۷۴)
- روز دیدنی (۱۳۷۳)
- بدل (۱۳۷۲)
- تبعیدی‌ها (۱۳۷۰)
- ساده‌لوح (۱۳۷۰)
- بازی تمام شد (۱۳۶۸)
- سال‌های خاکستر (۱۳۶۷)
- گنج (۱۳۶۶)
- محموله (۱۳۶۶)
- تصویر آخر (۱۳۶۵)
- حریم مهرورزی (۱۳۶۵)
- مدار بسته (۱۳۶۴)
- بازجویی یک جنایت (۱۳۶۲)
- پرواز به سوی مینو (۱۳۵۸)

### تهیه‌کننده
- سرکوب(۱۳۹۷)
- خرگیوش (۱۳۹۵)
- سه بیگانه (۱۳۹۳)
- شبکه (۱۳۸۹)
- پاتو زمین نذار (۱۳۸۷)
- خاطره (فیلم)
- راننده تاکسی (۱۳۸۵)
- عاشق (۱۳۸۵)
- غزل (۱۳۸۰)
- بازیگر (۱۳۷۸)
- قرمز (۱۳۷۷)
- اعاده امنیت (۱۳۷۴)
- جوانمرد (فیلم ۱۳۷۵) (۱۳۷۵)
- روز دیدنی (۱۳۷۳)
- تصویر آخر (۱۳۶۵)
- بازجویی یک جنایت (۱۳۶۲)
- پرواز به سوی مینو (۱۳۵۸)

## جشنواره‌ها
- کاندیدای بهترین فیلم اول (روز دیدنی) در سیزدهمین دوره جشنواره فیلم فجر - ۱۳۷۳
- کاندیدای بهترین فیلم (قرمز) در هفدهمین دوره جشنواره فیلم فجر - ۱۳۷۷